# ثلاثي ميثيل الغاليوم
ثلاثي ميثيل الغاليوم هو مركب غاليوم عضوي صيغته C3H9Ga، والتي يمكن كتابتها على الشكل Ga(CH3)3، ويوجد على هيئة سائل عديم اللون تلقائي الاشتعال.

## التحضير
يحضر هذا المركب من تفاعل كلوريد الغاليوم الثلاثي مع ثنائي ميثيل الزنك عند درجات حرارة 120 °س.
{\displaystyle \mathrm {2\ GaCl_{3}\ +\ 3\ (CH_{3})_{2}Zn\ \rightarrow \ 2\ Ga(CH_{3})_{3}\ +\ 3\ ZnCl_{2}} }

## الخواص
يوجد المركب في الشروط القياسية على هيئة سائل عديم اللون، وهو يتفاعل مع الماء.